# إيريك توسان
إيريك توسان مؤرخ بلجيكي ودكتور في العلوم السياسية من جامعات لياج وباريس 8.
هو رئيس فرع لجنة إلغاء الديون على بلدان العالم الثالث في بلجيكا ووعضو المجلس الدولي للمنتدى الاجتماعي العالمي واللجنة الرئاسية لمراجعة المديونية CAIC في الإكوادور وعضو في المجلس الفرنسي للعلوم جمعية أطاك.

## مؤلفات
- أزمة، أية أزمات؟ (2010)

## روابط خارجية
- CADTM webpage
- Video : Debtocracy (ΧΡΕΟΚΡΑΤΙΑ). 13 May 2011.
- The presentation page of the film The End of Poverty?